# Sterculia papuana
Sterculia papuana är en malvaväxtart som beskrevs av I.G.M. Tantra. Sterculia papuana ingår i släktet Sterculia och familjen malvaväxter. Inga underarter finns listade i Catalogue of Life.